# Caliaeschna microstigma
Caliaeschna microstigma är en trollsländeart som först beskrevs av Schneider 1845.  Caliaeschna microstigma ingår i släktet Caliaeschna och familjen mosaiktrollsländor. Inga underarter finns listade i Catalogue of Life.